# Mokcsakerész
Mokcsakerész (szlovákul: Krížany) Mokcsamogyorós településrésze, egykor önálló község Szlovákiában, a Kassai kerület Nagymihályi járásában.

## Fekvése
Nagykapostól 5 km-re északnyugatra, az Ung folyó bal oldalán fekszik. Mokcsamogyorós nyugati részét képezi.

## Története
Mokcsa nevét 1330-ban említik először. Kerész is a 14. század elején bukkan fel az adóösszeírásokban.
1913-ban keletkezett Mokcsa és Kerész községek egyesítésével. 1920-ig Ung vármegye Nagykaposi járásához tartozott, majd az újonnan létrehozott csehszlovák államhoz csatolták. 1938-1945 között ismét Magyarország része.
1960-ban Ungmogyoróssal egyesítették Mokcsamogyorós néven.

## Híres emberek
- Itt született 1931. március 20-án Gyüre Lajos költő, színműíró, hely- és irodalomtörténész.

## Lásd még
- Mokcsamogyorós
- Mokcsa
- Kerész
- Ungmogyorós

## Külső hivatkozások
- Mokcsamogyorós hivatalos oldala
- Községinfó
- Mokcsamogyorós Szlovákia térképén
- E-obce.sk Archiválva 2007. március 19-i dátummal a Wayback Machine-ben